# Alice Prin
Alice Ernestine Prin (Châtillon-sur-Seine, 1901. október 2. – Párizs, 1953. április 29.). A párizsi Montparnasse királynője (Kiki, Kiki de Montparnasse, Queen of Montparnasse, Reine de la Montparnasse). Francia művészek modellje. Választott neve Kiki. Az  első világháború utáni Párizs szabados légkörében éjszakai bárok énekese, szinésznő, festő. Billy Klüver és Julie Martin – életrajzírói –  „az évszázad egyik első valóban független nője”-ként jellemezték.

## Kiki, a párizsi művészvilág modellje
A Montparnasse jelképévé vált, számos művésznek modellt állt: Sanyu, Chaim Soutine, Julian Mandel, Tsuguharu Foujita, Constant Detré, Francis Picabia, Jean Cocteau, Arno Breker, Alexander Calder, Per Krohg, Hermine David, Pablo Gargallo, Mayo és Tono Salazar. Moise Kisling megfestette Kiki portréját Nu assis címmel. Az 1920-as évek világméretű depressziója sajátos világot hozott létre Párizsban, amelynek ma már kevés emléke maradt fenn. Az 1920-as években a Montparnasson élő művészek, gondolkodók: Pablo Picasso, Guillaume Apollinaire, Moise Kisling, Jean Cocteau, Marc Chagall, Fernand Léger, Jacques Lipchitz, Chaim Soutine, James Joyce, Ernest Hemingway, Amedeo Modigliani, Ezra Pound, Max Ernst, Marcel Duchamp, Henri Rousseau, Constantin Brâncuși, Juan Gris, Diego Rivera, Alberto Giacometti, Man Ray, André Breton, Salvador Dalí, Henry Miller, Samuel Beckett, Joan Miró, és élete utolsó éveiben  Edgar Degas. Itt élt a gazdag Peggy Guggenheim és Edith Wharton New York City-ből, Harry Crosby és felesége, Faulkner, D. H. Lawrence, Archibald MacLeish, James Joyce, Hart Crane, és Dorothy Parker is. Ebben a világban volt a szórakoztatás királynője Kiki, Alice Prin.

## Élete Man Ray-el
1921-ben érkezett Párizsba Man Ray, akivel rövidesen összeköltözött Kiki. Man Ray számos alkotásának, köztük az Ingres hegedűje-nek is modellje lett Kiki. Kapcsolatuk 1929-ig tartott.

## Emlékezete
Kiki emlékét számos festmény, fénykép, film, szobor őrzi. Festményt készített róla Chaim Soutine, Amedeo Modigliani, Tsugouharu Foujita,Moïse Kisling. Fényképezte Man Ray,Julian Mandel.

## Filmek
- 1923 : L'Inhumaine de Marcel L'Herbier.
- 1923 : Le Retour à la raison de Man Ray, court métrage.
- 1923 : Ballet mécanique de Fernand Léger, court métrage.
- 1923 : La Galerie des monstres de Jaque Catelain.
- 1924 : Entr'acte de René Clair, court métrage.
- 1926 : Emak Bakia de Man Ray, court métrage.
- 1928 : L'Étoile de mer de Man Ray.
- 1928 : Paris express / Souvenirs de Paris de Pierre Prévert et Marcel Duhamel, court métrage.
- 1930 : Le Capitaine jaune de Anders Wilhelm Sandberg.
- 1933 : Cette vieille canaille d'Anatole Litvak